# Triumph Model LS
Het Triumph Model LS (Light Solo) was een motorfiets die het Britse merk Triumph produceerde van 1924 tot 1927.

## Voorgeschiedenis
Tot aan het uitbreken van de Eerste Wereldoorlog waren de motorfietsmodellen van Triumph ontwikkeld door Charles Hathaway. Het waren vooral zware eencilinders, zoals de 500cc-Triumph 3½ HP-serie en de 550cc-Triumph 4 HP-serie. Hathaway had ook nog de lichte tweetakt Model LW gemaakt, maar die was niet erg succesvol. 
Hathaway overleed plotseling in 1915, waardoor Triumph geen echte motorconstructeur meer had. Zijn Model H hielp het merk de oorlog te overleven, maar begin jaren twintig was er dringend behoefte aan een andere motorfietsconstructeur. Triumph bouwde met hulp van Frank Halford en Harry Ricardo nog de sportieve 500cc-Triumph Ricardo-serie. 

## Model LS
Het 350cc-Model LS (Light Solo) werd al eind 1922 geïntroduceerd. Die introductie werd in 1923 nog eens herhaald, maar de machine kwam pas in 1924 op de markt. De eerder gepresenteerde modellen hadden mogelijk een leeg blok zonder onderdelen. De oorzaak lag in het feit dat de machine moest worden ontworpen door Frank Parnell, die door Triumph was aangetrokken om de Triumph-auto's te gaan maken.
Dat het Model LS niet door een motorfietsman was ontwikkeld was aan alles te merken, zowel in positieve als in negatieve zin. Het motorblok was zijn tijd eigenlijk ver vooruit omdat het naar voorbeeld van de autotechniek was opgebouwd. De motorfietsen van die tijd hadden allemaal nog een total loss-smeersysteem met een oliecompartiment in de tank en een handpomp die de bestuurder zelf (om de ca. 10 mijl) moest bedienen. De olie werd vervolgens verbrand en ging dus verloren. Als er al een versnellingsbak was, zat die achter het motorblok, aangedreven via een primaire ketting. 
De LS-motor had een wet-sump-smeersysteem met het oliebad onder in het carter en de versnellingsbak was geïntegreerd met de motor (unit construction), aangedreven door een flink aantal tussentandwielen. Dit betekende ook dat de motor, in tegenstelling tot de andere modellen, niet lekte. Dat waren allemaal voordelen, maar het rijwielgedeelte kreeg een storm van kritiek. De machine werd vanzelfsprekend getest door de motorbladen. Die stelden vast dat de voetsteunen te ver naar voren stonden en dat het grote, brede stuur de knieën raakte bij korte bochten. Ook de voorrem voldeed niet, terwijl de berijder zijn voet van de steun moest tillen om het achterrempedaal te bedienen (een euvel dat andere Triumph-modellen ook kenmerkte). Triumph bracht wel wijzigingen aan, maar toen de machine werd uitgerust met elektrische verlichting plaatste men de accu boven op de tank. Dat had een enorme invloed op het zwaartepunt, maar bovendien moest het stuur nu weer breed worden om de accu niet te raken. Een goede ontwerper had de accu achter het motorblok onder het zadel geplaatst. Met dergelijke kritieken bleven de verkoopaantallen natuurlijk laag (bronnen melden 350 à 2.000 stuks) en na anderhalf jaar werd de productie beëindigd. 